# Крістіна Епплгейт
Крісті́на Е́пплґейт (англ. Christina Applegate; нар. 25 листопада 1971 року) — американська акторка та співачка. Виконавиця ролей Келлі Банді в культовому телевізійному серіалі «Одружені... та з дітьми» (1987—1997), Саманти в серіалі «Хто така Саманта?» (2007—2009, по дві номінації на премії «Еммі» та «Золотий глобус») та Джен Гардінг у телесеріалі «Мертвий для мене» (2019—2022, чотири номінації на «Еммі»). Лауреатка премії «Еммі» (2003, «Друзі»), чотириразова номінантка премій «Золотий глобус», «Супутник», «Вибір народу», триразова — кінопремії «Вибір критиків».

## Ранні роки
Народилась 25 листопада 1971 в голлівудській сім'ї, багатій артистичними і музичними традиціями. ЇЇ батько — Боббі Епплґейт, працював на звукозаписувальну компанію, а мати — Ненсі Прідді, знімалася в серіалі «Чарівниця» і підспівувала Леонарду Коену. Уже в п'ятимісячному віці Крістіна з'явилась в рекламі підгузків. Із раннього дитинства знімалася в серіалі «Дні нашого життя» разом з мамою. У 13 років Крістіна з'явилась в ролі юної Грейс Келлі, а в 17 залишила школу, щоб повністю присвятити себе персонажці Келлі Банді ситкому «Одружені... та з дітьми». Серіал був дуже популярним, зокрема, завдячуючи образу, створеному Крістіною. Наприкінці 1980-х плакати з зображенням Келлі били рекорди продажів в США і Канаді. «Одружені… та з дітьми» протримався на екрані 10 років і закінчився в 1997 році.
Наперекір стереотипам щодо краси, Епплґейт володіла комедійним даром і розумом. У 20 років акторка серйозно задумалась про життя після серіалу. Не бажаючи перетворитися на прикрасу чоловічих еротичних журналів (а від пропозицій не було відбою), дівчина з плаката свідомо уникала голлівудських тусовок. Повертаючись додому зі зйомок, вона проводила вечори у своїй кімнаті — з книгами і компакт-дисками.

## Кінематограф і телебачення
У середині 90-х на телезірку звернули увагу майстри артгаузу — Тім Бертон і Грегг Аракі. І хоча її ім'я потрапило в титри таких культових фільмів як Марс атакує! і «Ніде», Епплґейт як дивилась у воду. Після того, як «Одружені… та з дітьми» закінчились, акторку почали завалювати пропозиціями ролей пустоголових блондинок. На щастя, в 1998 році керівництво каналу NBC ухвалило рішення повернути Епплґейт на екрани і запропонувало їй новий ситком — «Джессі». Тепер героїнею Крістіни була Джессі Ворнер — мати-одиначка, яка працює в пивному барі і закохана в красеня-емігранта з Чилі. Але «Джессі» «поховали» вже після другого сезону: шоу не змогло конкурувати з іншим ситкомом: рейтинги «Друзів» били всі рекорди. Після ряду непримітних ролей на великому екрані, Епплґейт несподівано повернулась на телебачення у 2002 році. Цього разу як Емі Грін, сестра Рейчел — одна з героїнь «Друзів». Повернення було тріумфальним: невелика гостьова роль принесла акторці нагороду «Еммі». 2002 року здобула премію «Молодий Голлівуд».

## Бродвей

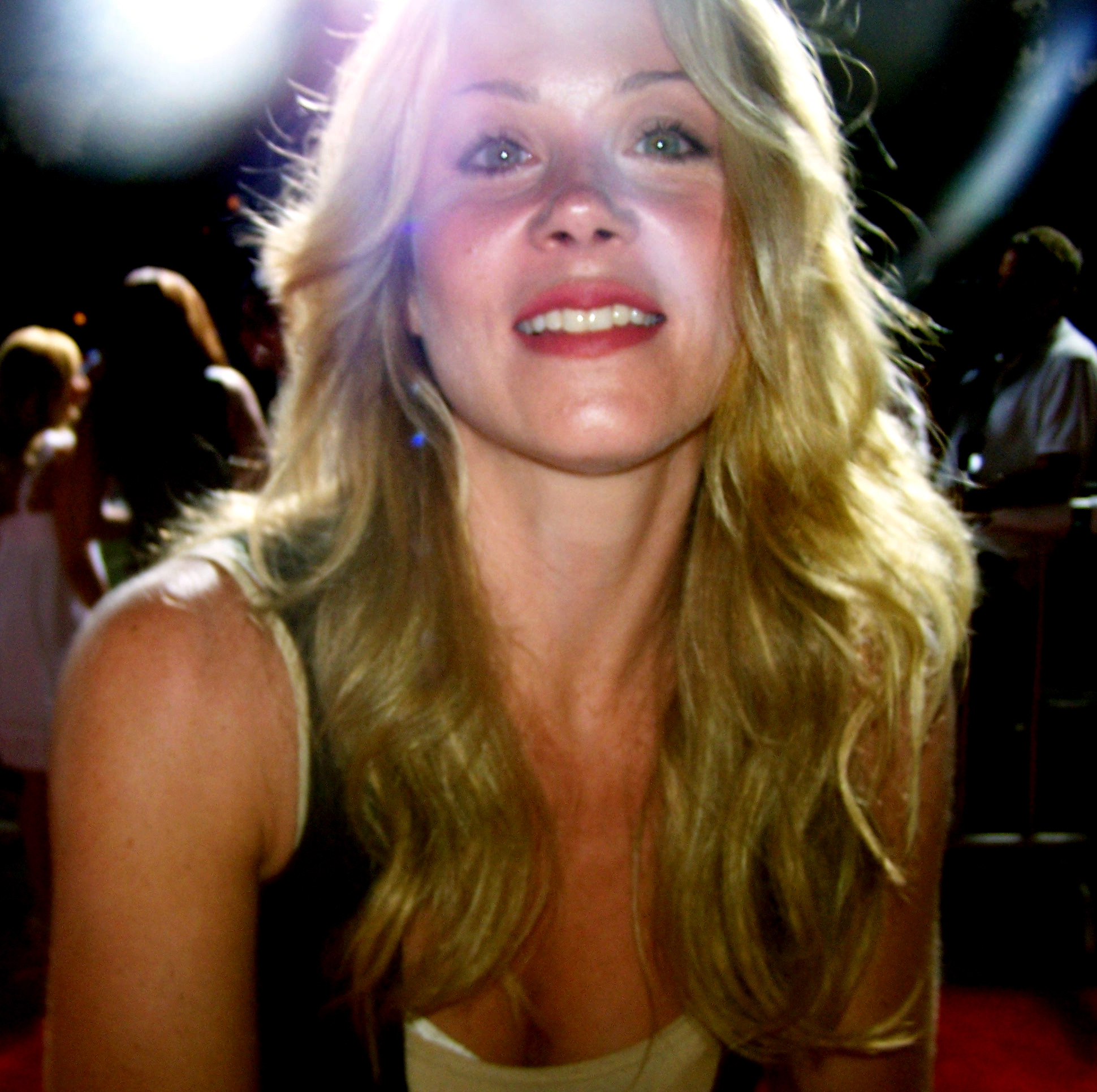
Крістіна Епплґейт в 2004 році

Вокальні дані Крістіна успадкувала від матері. Майже весь 2005 рік вона провела на Бродвеї, виконуючи головну роль в класичному мюзиклі Фосса «Мила Черіті». Але бродвейський дебют Епплґейт був на грані зриву: вона серйозно пошкодила ногу на одній з репетицій. Продюсери думали скасувати прем'єру, але акторка вийшла на сцену попри сильний біль в стопі. Вже через місяць її чекала перша номінація на театральну нагороду «Тоні».

## Особисте життя і громадська діяльність
Після шлюбу з актором Джонатаном Шаїхом Епплґейт довго жила сама. З 2008 вона зустрічається з данським музикантом Мартіном Ленобле. Вона веде активну соціально-політичну діяльність і підтримує і демократичну партію, фонд з боротьби з онкозахворюваннями (її мати перенесла рак грудей) і організацію з захисту тварин PETA. Вона вегетаріанка, відмовляється носити хутро і їсти м'ясо.

### Хвороба
На початку серпня 2008 року стало відомо, що в акторки виявлено рак грудей, який вдалось діагностувати на ранній стадії. Акторка вибрала подвійну мастектомію, що на 100 % попередило можливість рецидиву. Операція пройшла успішно, і протягом 8 місяців будуть проведені операції з повного відновлення грудей. 2009 року журнал People поставив акторку на перше місце свого рейтингу 100 найкрасивіших людей.
У 2021 році в акторки виявили нову хворобу — розсіяний склероз, через яку вона була змушена закінчити акторську кар'єру.

## Фільмографія

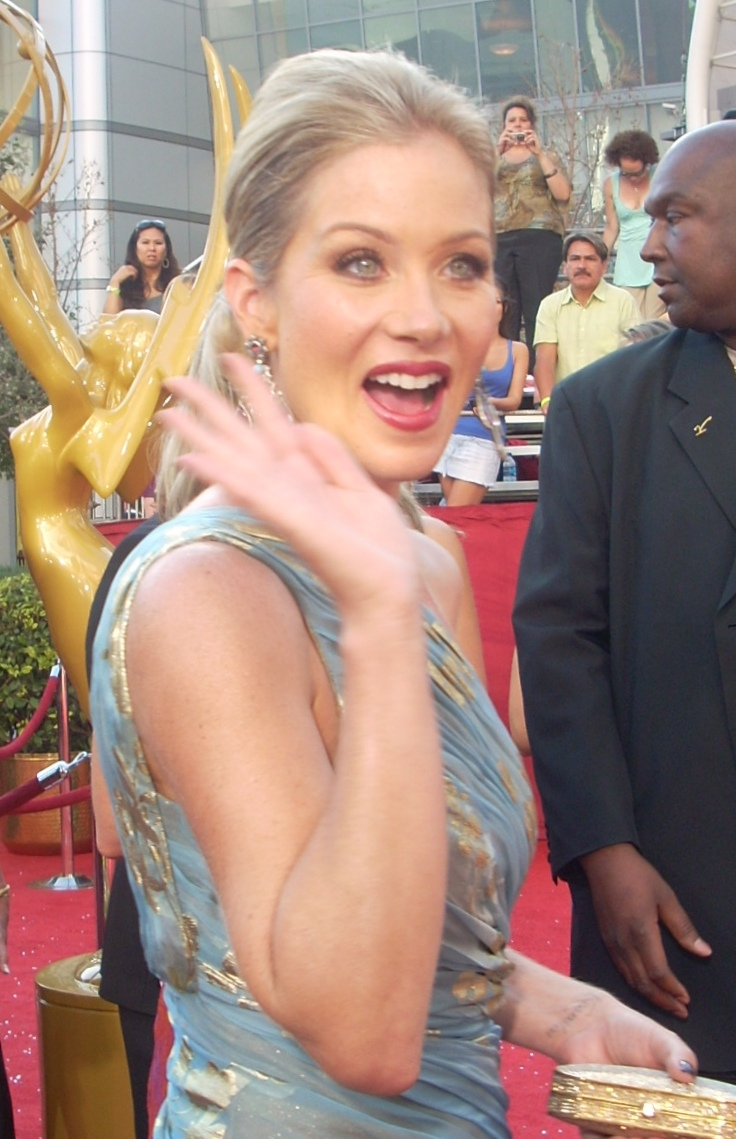
Крістіна Епплґейт у 2008 році

| Рік           | Назва                                  | Оригінальна назва                                   | Роль                      | Примітки                         |
| ------------- | -------------------------------------- | --------------------------------------------------- | ------------------------- | -------------------------------- |
| (виробництво) |                                        | Your Time Is Up                                     |                           | телефільм                        |
| 2019-2022     | Мертвий для мене                       | Dead to Me                                          | Джен Гардінг              | телесеріал, головна роль         |
| 2018          |                                        | Ask the StoryBots                                   | Булочниця                 | мультсеріал, 1 епізод            |
| 2017          | Дуже погані матусі 2                   | A Bad Moms Christmas                                | Ґвендолін                 |                                  |
| 2017          |                                        | Crash Pad                                           | Морґан                    |                                  |
| 2016          | Дуже погані матусі                     | Bad Moms                                            | Ґвендолін                 |                                  |
| 2016          |                                        | Youth in Oregon                                     | Кейт                      |                                  |
| 2015          | Елвін і бурундуки: Бурундомандри       | Alvin and the Chipmunks: The Road Chip              | Брітані                   | озвучення                        |
| 2015          | Гріндер                                | The Grinder                                         | Ґейл Будник               | телесеріал, 1 епізод             |
| 2015          | Маппети                                | The Muppets                                         | Крістіна Епплґейт         | телесеріал, 1 епізод             |
| 2015          |                                        | Meryl: The Lifetime Biopic with Christina Applegate | Меріл Стріп               | короткометражка                  |
| 2015          | Канікули                               | Vacation                                            | Деббі Ґрізволд            |                                  |
| 2015          | Вебтерапія                             | Web Therapy                                         | Дженні Болонья            | телесеріал, 2 епізоди            |
| 2014          |                                        | Book of Life: Sugar Smash                           | Мері Бет                  | відеогра, озвучення              |
| 2014          | Книга життя                            | The Book of Life                                    | Мері Бет, музейний гід    | мультфільм, озвучення            |
| 2013          |                                        | Deadline: The Nikki Finke Story                     | Мері Бет                  | короткометражка                  |
| 2013          | Телеведучий: Легенда продовжується     | Anchorman 2: The Legend Continues                   | Вероніка Корнінгстон      |                                  |
| 2011-2012     | Безсонні ночі                          | Up All Night                                        | Рейган Брінклі            | телесеріал, 25 епізодів          |
| 2011          | Елвін та бурундуки 3                   | Alvin and the Chipmunks: Chipwrecked                | Брітані                   | озвучення                        |
| 2011          | Безшлюбний тиждень                     | Hall Pass                                           | Ґрейс                     |                                  |
| 2010          | Танець на пілоні перед пологами        | Prenatal Pole Dancing DVD                           | Роксі Федаро              | короткометражка                  |
| 2010          | На відстані кохання                    | Going the Distance                                  | Коріна                    |                                  |
| 2010          | Кішки проти собак: Помста Кітті Ґалор  | Cats & Dogs: The Revenge of Kitty Galore            | Кетрін                    | мультфільм, озвучення            |
| 2009          | Елвін та бурундуки 2                   | Alvin and the Chipmunks: The Squeakquel             | Брітані                   | озвучення                        |
| 2007-2009     |                                        | Samantha Who?                                       | Саманта                   | телесеріал, 35 епізодів          |
| 2009          |                                        | Starving                                            | Крістіна Епплґейт         | телесеріал, 1 епізод             |
| 2008          | Голий барабанщик                       | The Rocker                                          | Кім                       |                                  |
| 2008          | Ріно 911!                              | Reno 911!                                           | Seeeeemji                 | телесеріал, 1 епізод             |
| 2006          | Фарс пінгвінів                         | Farce of the Penguins                               | Мелісса                   | озвучення                        |
| 2006          |                                        | Jessica Simpson: A Public Affair                    | подруга                   | відеокліп                        |
| 2005          |                                        | Tilt-A-Whirl                                        | клієнтка                  | короткометражка                  |
| 2005          | Щоденник Сюзанни для Ніколаса          | Suzanne's Diary for Nicholas                        | Д-р Сюзанна Бедфорд       | телефільм                        |
| 2004          |                                        | Wake Up, Ron Burgundy: The Lost Movie               | Вероніка Корнінгстон      | відео                            |
| 2004          | Батько прайду                          | Father of the Pride                                 | Кенді                     | мультсеріал, 1 епізод            |
| 2004          | Пережити Різдво                        | Surviving Christmas                                 | Алісія Валко              |                                  |
| 2004          | Телеведучий: Легенда про Рона Борганді | Anchorman: The Legend of Ron Burgundy               | Вероніка Корнінгстон      |                                  |
| 2004          |                                        | Anchorman: Afternoon Delight                        | Вероніка Корнінгстон      | відеоролик                       |
| 2004          | Король гори                            | King of the Hill                                    | Колетта / адвокат         | мультсеріал, озвучення, 1 епізод |
| 2004          | Найкращий працівник місяця             | Employee Of The Month                               | Сара Ґудвін               |                                  |
| 2003          | Викрадення Парсона                     | Grand Theft Parsons                                 | Барбара                   |                                  |
| 2002-2003     | Друзі                                  |                                                     | Емі Ґрін                  | телесеріал, 2 епізоди            |
| 2003          | Авеню Вондерленд                       | Wonderland                                          | Сьюзан Лауніус            |                                  |
| 2003          | Вигляд зверху кращий                   | View from the Top                                   | Кристина Монтґомері       |                                  |
| 2003          | Сол Гуд                                | Sol Goode                                           | Дівчина за баром          | не вказана в титрах              |
| 2002          | Герої                                  | Heroes                                              | Дружина                   | короткометражка                  |
| 2002          | Кралечка                               | The Sweetest Thing                                  | Кортні                    |                                  |
| 2001          | Зачарований принц                      | Prince Charming                                     | Кейт / Принцеса Ґвендолін | телефільм                        |
| 2001          | Прибульці в Америці                    | Just Visiting                                       | Розалінд / Джулія         |                                  |
| 1998-2000     | Джессі                                 | Jesse                                               | Джессі Ворнер             | телесеріал, 42 епізоди           |
| 2000          |                                        | The Giving Tree                                     | Емілі                     |                                  |
| 1999          | Закон помсти                           | Out in Fifty                                        | Ліла                      |                                  |
| 1998          | Мафія!                                 | Jane Austen's Mafia!                                | Діан Стін                 |                                  |
| 1998          | Велика справа                          | The Big Hit                                         | Пем Шульман               |                                  |
| 1998          | Повернення Клодін                      | Claudine's Return                                   | Клодін Ван Доозен         |                                  |
| 1987-1997     |                                        | Married with Children                               | Келлі Банді               | телесеріал, 259 епізодів         |
| 1997          | Ніде                                   | Nowhere                                             | Дингбат                   |                                  |
| 1997          |                                        | Pauly                                               | Марія                     | телесеріал, 1 епізод             |
| 1996          | Марс атакує!                           | Mars Attacks!                                       | Шарона                    |                                  |
| 1996          |                                        | Vibrations                                          | Анаміка                   | відеофільм                       |
| 1995          | Дикий Білл                             | Wild Bill                                           | Ларлін Ньюкомб            |                                  |
| 1994          | По той бік Місяця                      | Across the Moon                                     | Кеті                      |                                  |
| 1991          | Ні слова мамі про смерть няні          | Don't Tell Mom the Babysitter's Dead                | Свелл                     |                                  |
| 1991          |                                        | Top of the Heap                                     | Келлі Банді               | телесеріал, 2 епізоди            |
| 1990          |                                        | The Earth Day Special                               | Келлі Банді               | спеціальний випуск телешоу       |
| 1990          |                                        | Streets                                             | Дон                       |                                  |
| 1988          |                                        | Dance 'Til Dawn                                     | Патріс Джонсон            | телефільм                        |
| 1988          |                                        | 21 Jump Street                                      | Тіна                      | телесеріал, 1 епізод             |
| 1987          |                                        | Family Ties                                         | Кошеня                    | телесеріал, 1 епізод             |
| 1986-1987     | Серце міста                            | Heart of the City                                   | Робін Кеннеді             | телесеріал, 13 епізодів          |
| 1986          | Дивовижні історії                      | Amazing Stories                                     | Голлі                     | телесеріал, 1 епізод             |
| 1985-1986     |                                        | Still the Beaver                                    | Менді / Венді             | телесеріал, 2 епізоди            |
| 1986          |                                        | All Is Forgiven                                     | Симона                    | телесеріал, 1 епізод             |
| 1986          | Срібряні ложки                         | Silver Spoons                                       | Дженні Боленс             | телесеріал, 1 епізод             |
| 1985          | Вашингтун                              | Washingtoon                                         | Саллі Форгед              | телесеріал, 10 епізодів          |
| 1984-1985     | Клопоти Чарльза                        | Charles in Charge                                   | Стейсі                    | телесеріал, 2 епізоди            |
| 1983          | Ґрейс Келлі                            | Grace Kelly                                         | Юна Ґрейс Келлі           | телефільм                        |
| 1981          | Отець Мерфі                            | Father Murphy                                       | Ада                       | телесеріал, 1 епізод             |
| 1981          | Бітломанія                             | Beatlemania                                         | танцюристка               |                                  |
| 1981          | Щелепи Сатани                          | Jaws of Satan                                       | Кім Перрі                 |                                  |